# Matt Jackson
Matthew Alan »Matt« Jackson, angleški nogometaš, * 19. oktober 1971, Leeds, Anglija, Združeno kraljestvo.
Jackson je nekdanji nogometni branilec.